# Lafayette (Wisconsin)
Pour les articles homonymes, voir Lafayette.
Lafayette est une ville américaine du Comté de Chippewa, dans l'État du Wisconsin. 
Au recensement de l'an 2000, la population s'élevait à 5 199 personnes.
Le Bureau du recensement des États-Unis indique une superficie de 101,3 km2 pour Lafayette.
La ville de Lafayette est située au sud du lac Wissota.
Le territoire municipal de Lafayette inclut une zone faiblement habitée (census-designated place) formant une petite bourgade du nom de Lake Wissota Village, située sur une péninsule au centre du lac Wissota. 